# فرودگاه آبی پیکل لیک
فرودگاه آبی پیکل لیک (به انگلیسی: Pickle Lake Water Aerodrome) یک فرودگاه همگانی است که یک باند فرود آب دارد. این فرودگاه در کشور کانادا قرار دارد و در ارتفاع ۳۶۰ متری از سطح دریا واقع شده است.